# Névrite optique
 (décembre 2016).
 Mise en garde médicale
La névrite optique est un type de neuropathie optique caractérisé par une inflammation du nerf optique qui peut causer une perte partielle ou complète de la vision
. On utilise souvent le terme de névrite optique rétro-bulbaire (NORB) pour préciser que l'atteinte du nerf optique se situe en arrière du globe oculaire, par opposition à la neuropapillite, dans laquelle l'inflammation ne concerne que la portion initiale du nerf optique au niveau de la papille optique, dans le globe oculaire.
Il est donc préférable de  nommer la NORB « neuropathie optique inflammatoire rétrobulbaire », et la papillite « neuropathie optique inflammatoire antérieure ».

## Causes
L'étiologie la plus courante d'une névrite optique est la sclérose en plaques (SEP). La moitié des patients atteints de SEP présentent un épisode de NO au cours de leur maladie et dans 20 à 30 % des cas, la NO est révélatrice de la SEP. La présence d'images de démyélinisation de la substance blanche encéphalique à l'IRM lors d'un épisode initial de NO est l'élément prédictif le plus fort du développement ultérieur d'une SEP avérée : ces anomalies de signal à l'IRM sont constatées chez près de la moitié des patients présentant une NO.
Les autres causes de NO sont infectieuses (syphilis, maladie de Lyme, herpès zoster), autoimmunes (Lupus érythémateux), médicamenteuses ou secondaires à une vascularite.

## Symptômes
La première description qui a été faite de la névrite optique rétrobulbaire est celle de Nettleship en 1884 ; il décrit « une baisse de l'acuité visuelle limitée à un œil, souvent accompagnée par une douleur périorbitaire, douleur qui est augmentée par la mobilisation des yeux. La majorité des patients récupèrent mais les séquelles peuvent aller jusqu'à la cécité. Il y a peu de changement ophtalmoscopique, mais la papille devient plus ou moins atrophique en quelques semaines. »
Cette définition reste d'actualité et le pronostic visuel est le plus souvent bon ; le pronostic est avant tout  neurologique puisque cette névrite optique n'est le plus souvent qu'une atteinte liée à une autre maladie inflammatoire diffuse en particulier de la sclérose en plaques
Les symptômes principaux sont une perte soudaine, partielle ou complète de la vision, ou l'apparition brusque d'un flou visuel (vision brouillée) et d'une douleur rétro-oculaire déclenchée par les mouvements de l'œil atteint. L'atteinte est unilatérale.
À l'examen clinique l'acuité visuelle est très diminuée, le réflexe photomoteur direct est souvent réduit tandis que le réflexe consensuel, obtenu en éclairant l'œil non atteint est normal (signe de Marcus Gunn)

## Épidémiologie
La névrite optique atteint en général des adultes jeunes d'âge compris entre 18 et 45 ans (en moyenne 30 à 35 ans). Il existe une forte prédominance féminine. L'incidence annuelle est d'environ 5/100 000, et la prévalence estimée à 115/100 000.

## Pronostic et traitement
- Dans la plupart des cas la fonction visuelle redevient spontanément normale en huit à dix semaines, mais on peut aussi observer la stabilisation d'un déficit visuel permanent. C'est la raison pour laquelle un traitement anti-inflammatoire par stéroïdes intraveineux est souvent recommandé, car il accélère la récupération à la phase aiguë et retarde la survenue d'un second épisode.

- Vingt pour cent (20 %) des SEP commencent par une névrite optique inflammatoire (NOI) et 30 % des patients qui ont présenté une NOI ont développé une SEP cinq ans plus tard et 50 % quinze ans plus tard[4].

- Quand la NO s'accompagne de lésions suggestives de SEP à l'IRM, un traitement immunosuppresseur est le plus souvent proposé.